# Прохор Печерський
Прохор Печерський (д/н — 15 листопада 1125) — церковний діяч часів Великого князівства Київського.

## Життєпис
Походження невідоме. Після призначення ігумена Києво-Печерського монастиря Феоктіста єпископом Чернігівський 1113 року обирається новим настоятелем. Офіційне отримання посади сталося 9 лютого.
Втім становище монастиря після вступу на великокнязівський престол Володимир Мономаха погіршилося, оскільки останній розглядав Києво-Печерський монастир як опору роду Святославичів. Проте монастир все ж зберіг першість серед інших монастирів, незважаючи на підтримку Мономахом Видубицького монастиря. Про це свідчить, що ігумен Прохор згадується першим серед ігуменів 2 травня 1115 року, що брали участь в урочистому перенесенні мощей св. князів Бориса і Гліба до кам'яної церкви у Вишгороді.
Згідно з Іпатівським літописом Прохор помер 1125 року. Втім інші джерела вказують, що вже 1124 року ігуменом був Тимофій. Можливо, через хвороби Прохор зрікся ігуменства або прийняв велику схиму.